# Peleteria robusta
Peleteria robusta là một loài ruồi trong họ Tachinidae.